# Акоп Мегапарт
Акоп Мегапарт (Հակոբ Մեղապարտ; XV—XVI століття) — вірменський першодрукар.

Біографічних відомостей про Акопа Мегапарта не збереглося. Припускають, був священиком або купцем. Називав себе «Мегапарт» (грішний).
В 1512 році у Венеції Мегапарт надрукував першу вірменську друковану книгу «Урбатагирк» («Книга п'ятниці»). До виявлення книг Акопа Мегапарта вірменським першодрукарем вважався Абгар Дпір.